# Sarah Schulz
Sarah Schulz (Nuremberga, 19 de agosto de 1999) é uma jogadora de vôlei de praia alemã.

## Carreira
Em 2019 disputou a edição do Campeonato Mundial Sub-21 em Udon Thani ao lado de Svenja Müller alcançando as semifinais e terminando na quarta posição.

## Títulos e resultados
- Campeonato Mundial de Vôlei de Praia Sub-21:2019